# Philadelphia 76ers 1976-1977
La stagione 1976-77 dei Philadelphia 76ers fu la 28ª nella NBA per la franchigia.
I Philadelphia 76ers vinsero la Atlantic Division della Eastern Conference con un record di 50-32. Nei play-off vinsero la semifinale di conference con i Boston Celtics (4-3), la finale di conference con gli Houston Rockets (4-2), perdendo poi la finale NBA con i Portland Trail Blazers (4-2).

## Eastern Conference
| Squadra            | V  | P  | %    | GB |
| ------------------ | -- | -- | ---- | -- |
| Philadelphia 76ers | 50 | 32 | 61   | -  |
| Boston Celtics     | 44 | 38 | 53,7 | 6  |
| N.Y. Knicks        | 40 | 42 | 48,8 | 10 |
| Buffalo Braves     | 30 | 52 | 36,6 | 20 |
| N.Y. Nets          | 22 | 60 | 26,8 | 28 |

## Roster
| \| Pos. \| Num. \| Naz. \| Nome \| Altezza \| Peso \| Data nascita \| Provenienza \| \| ---- \| ---- \| ---- \| ----------------- \| ------- \| ------ \| ------------ \| --------------------------- \| \| G/AP \| 33 \| \| Barnett, Jim \| 193 cm \| 77 kg \| 07-07-1944 \| Oregon Ducks \| \| G \| 14 \| \| Bibby, Henry \| 185 cm \| 84 kg \| 24-11-1949 \| UCLA \| \| A/C \| 23 \| \| Bryant, Joe \| 206 cm \| 84 kg \| 19-10-1954 \| La Salle \| \| G/AP \| 3 \| \| Carter, Fred \| 191 cm \| 84 kg \| 14-02-1945 \| MSM Mountaineers \| \| A/C \| 42 \| \| Catchings, Harvey \| 206 cm \| 99 kg \| 02-09-1951 \| Hardin-Simmons \| \| G/AP \| 20 \| \| Collins, Doug \| 198 cm \| 82 kg \| 28-07-1951 \| Illinois State \| \| C \| 53 \| \| Dawkins, Darryl \| 211 cm \| 114 kg \| 11-01-1957 \| Evans High School (Florida) \| \| G \| 10 \| \| Dunleavy, Mike \| 191 cm \| 82 kg \| 21-03-1954 \| South Carolina \| \| G/AP \| 6 \| \| Erving, Julius \| 198 cm \| 91 kg \| 22-02-1950 \| Massachusetts \| \| G \| 21 \| \| Free, World B. \| 188 cm \| 84 kg \| 09-12-1953 \| Guilford \| \| G/AP \| 25 \| \| Furlow, Terry \| 193 cm \| 86 kg \| 18-10-1954 \| Michigan State \| \| A/C \| 11 \| \| Jones, Caldwell \| 211 cm \| 98 kg \| 4-08-1950 \| Albany State (GA) \| \| A/C \| 30 \| \| McGinnis, George \| 203 cm \| 107 kg \| 12-08-1950 \| Indiana \| \| A \| 50 \| \| Mix, Steve \| 201 cm \| 98 kg \| 30-12-1947 \| Toledo \| | Allenatore - Gene Shue Assistente/i - Jack McMahon - Al Domenico Legenda - (C) Capitano - (FA) Free agent - (S) Sospeso - (TW) Contratto Two-way - (GL) Assegnato a squadra G League affiliata - Infortunato Roster • Transazioni · Ultima transazione: 10 giugno 1977 |                        |                   |         |        |              |                             |
| Pos. | Num. | Naz.                   | Nome              | Altezza | Peso   | Data nascita | Provenienza                 |
| G/AP | 33 | Stati Uniti (bandiera) | Barnett, Jim      | 193 cm  | 77 kg  | 07-07-1944   | Oregon Ducks                |
| G | 14 | Stati Uniti (bandiera) | Bibby, Henry      | 185 cm  | 84 kg  | 24-11-1949   | UCLA                        |
| A/C | 23 | Stati Uniti (bandiera) | Bryant, Joe       | 206 cm  | 84 kg  | 19-10-1954   | La Salle                    |
| G/AP | 3 | Stati Uniti (bandiera) | Carter, Fred      | 191 cm  | 84 kg  | 14-02-1945   | MSM Mountaineers            |
| A/C | 42 | Stati Uniti (bandiera) | Catchings, Harvey | 206 cm  | 99 kg  | 02-09-1951   | Hardin-Simmons              |
| G/AP | 20 | Stati Uniti (bandiera) | Collins, Doug     | 198 cm  | 82 kg  | 28-07-1951   | Illinois State              |
| C | 53 | Stati Uniti (bandiera) | Dawkins, Darryl   | 211 cm  | 114 kg | 11-01-1957   | Evans High School (Florida) |
| G | 10 | Stati Uniti (bandiera) | Dunleavy, Mike    | 191 cm  | 82 kg  | 21-03-1954   | South Carolina              |
| G/AP | 6 | Stati Uniti (bandiera) | Erving, Julius    | 198 cm  | 91 kg  | 22-02-1950   | Massachusetts               |
| G | 21 | Stati Uniti (bandiera) | Free, World B.    | 188 cm  | 84 kg  | 09-12-1953   | Guilford                    |
| G/AP | 25 | Stati Uniti (bandiera) | Furlow, Terry     | 193 cm  | 86 kg  | 18-10-1954   | Michigan State              |
| A/C | 11 | Stati Uniti (bandiera) | Jones, Caldwell   | 211 cm  | 98 kg  | 4-08-1950    | Albany State (GA)           |
| A/C | 30 | Stati Uniti (bandiera) | McGinnis, George  | 203 cm  | 107 kg | 12-08-1950   | Indiana                     |
| A | 50 | Stati Uniti (bandiera) | Mix, Steve        | 201 cm  | 98 kg  | 30-12-1947   | Toledo                      |